# Heda Kovály

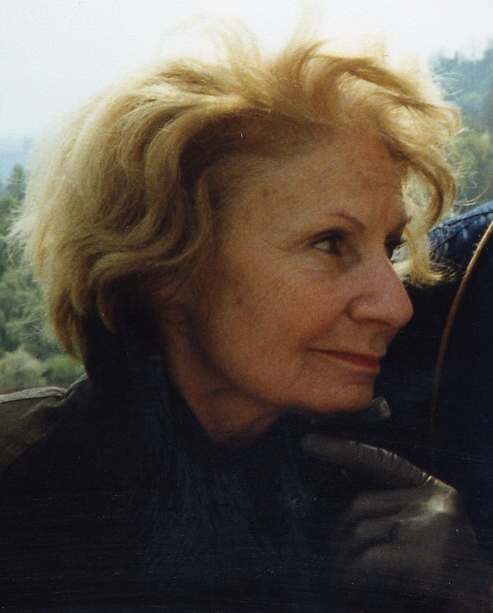
Kovály em Praga (1992)

Heda Margolius Kovály (Praga, 15 de setembro de 1919 - 5 de dezembro de 2010) foi uma escritora da República Tcheca.

## Biografia
Viveu em Praga até que sua família foi levada pelos nazistas, junto com toda a população judaica da cidade, para o gueto de Litzmannstadt, no centro da Polônia em 1941.